# Józefowo (gmina Włocławek)
Józefowo – wieś w Polsce położona w województwie kujawsko-pomorskim, w powiecie włocławskim, w gminie Włocławek.

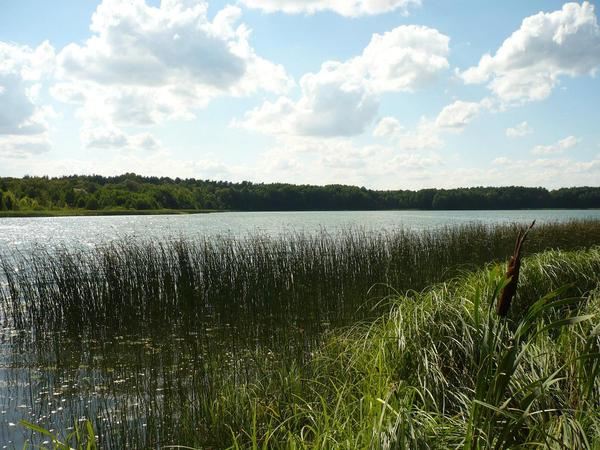
Jezioro Radyszyn

## Demografia
W latach 1975–1998 miejscowość należała administracyjnie do województwa włocławskiego. Według Narodowego Spisu Powszechnego (III 2011 r.) liczyła 296 mieszkańców. Jest ósmą co do wielkości miejscowością gminy Włocławek.
Według Narodowego Spisu Powszechnego Ludności i Mieszkań z 2021 roku liczba ludności we wsi Józefowo wynosi 409. 49,9% mieszkańców stanowią kobiety, a 50,1% ludności - mężczyźni. Miejscowość zamieszkuje 5,6% mieszkańców gminy. Współrzędne GPS wsi Józefowo to (19.166667, 52.623889).

## Środowisko
Około 2 km od Józefowa mieści się jezioro Radyszyn. Dawniej właścicielem tego jeziora były Zakłady Celulozowo-Papiernicze im. Juliana Marchlewskiego we Włocławku, jak również jeziora Łąkie (oddalonego o 600 m od jez. Radyszyn). Obecnym właścicielem obydwu akwenów jest rodzina Kaweckich. W bliskim sąsiedztwie Józefowa znajduje się Gostynińsko-Włocławski Park Krajobrazowy.

## Historia
We wsi znajdują się pozostałości po trzech niemieckich schronach.